# Samanaru (Ort)
Samanaru ist ein osttimoresischer Ort im Suco Vatuvou (Verwaltungsamt Maubara, Gemeinde Liquiçá).

## Geographie und Einrichtungen
Das Dorf liegt im Nordwesten der Aldeia Samanaru in einer Meereshöhe von 8 m, an der Küste der Sawusee. Die Küstenstraße, die Maubara im Westen mit Vila de Liquiçá und Dili im Osten verbindet, führt durch den Ort, der sich von der Küste nach Süden hin ausdehnt. Östlich befindet sich das Dorf Raeme, westlich das Dorf Kamalelagana.
In Samanaru befinden sich der Sitz des Sucos Vatuvou und eine Grundschule.